# Pfarrkirchen bei Bad Hall
Pfarrkirchen bei Bad Hall ist eine Gemeinde mit 2359 Einwohnern (Stand 1. Jänner 2025) in Oberösterreich im Bezirk Steyr-Land im Traunviertel. Der zuständige Gerichtsbezirk ist Steyr-Land.

## Geografie
Pfarrkirchen bei Bad Hall liegt im Traunviertel. Die Ausdehnung beträgt von Nord nach Süd 5,4 km, von West nach Ost 4,6 km. 9,8 % der Fläche der Gemeinde sind bewaldet, 76,8 % sind landwirtschaftlich genutzt. Der Sulzbach durchfließt den östlichsten Teil des Gemeindegebietes und bildet streckenweise die Gemeindegrenze zu Bad Hall.

### Gemeindegliederung
Das Gemeindegebiet umfasst folgende vier Ortschaften (in Klammern Einwohnerzahl Stand 1. Jänner 2025):
- Feyregg (903)
- Möderndorf (196)
- Mühlgrub (352)
- Pfarrkirchen bei Bad Hall (908)

Die Gemeinde besteht aus den Katastralgemeinden Feyregg, Möderndorf, Mühlgrub und Pfarrkirchen bei Bad Hall.

### Nachbargemeinden
| Kremsmünster          |                                             | Bad Hall |
|                       | Kompassrose, die auf Nachbargemeinden zeigt |          |
| Wartberg an der Krems | Nußbach                                     | Adlwang  |

## Geschichte
Die Entstehung von Pfarrkirchen hängt eng mit der geschichtlichen Entwicklung der Pfarre zusammen. Der Raum des heutigen Pfarrkirchen gehörte Tassilo III., dem Bayernherzog, der im Jahre 777 das Kloster Kremsmünster stiftete. Außerdem wurde den Mönchen von Kremsmünster das Gebiet der Tassiloquelle mit einer kleinen Kirche übertragen. Zu dieser Zeit begann die Urbarmachung in dieser Gegend.
Durch die Ungarneinfälle wurde das Gebiet in Mitleidenschaft gezogen. Das Kloster Kremsmünster wurde im Jahre 943 vollkommen zerstört. Erst nachdem die Ungarn (955) durch Kaiser Otto d. Großen in der Schlacht auf dem Lechfeld besiegt wurden, kehrte hier wieder Ruhe ein.
975 erhielt das Bistum Passau das Stift Kremsmünster samt all seinen Besitzungen. Erst nach und nach wurden sie dem Kloster wieder zurückgegeben. Papst Alexander III. bestätigte in seiner Bulle 1179 sämtliche Besitzungen des Klosters Kremsmünster. In diesem Schriftstück wird die Kirche in Hall genannt, damit ist die Kirche in Pfarrkirchen gemeint. Damals hieß die Gegend um Pfarrkirchen allgemein „Hall“. Die hiesige Kirche war das älteste Gotteshaus des Hallgaues. 1247 wird dieses Kirchlein schon urkundlich Pfarrkirche genannt (der Seelsorgebereich Ende des 13. Jahrhunderts unterschied bereits zwischen „Markt Hall“ und „Dorf Hall“). 1378 tauchte zum ersten Mal der Name Pfarrkirchen bei Hall auf.

### Reformation
Die Glaubensspaltung ging auch in bzw. um Pfarrkirchen nicht spurlos vorüber. In erster Linie fand die Lehre Luthers bei den Adeligen Eingang. Die Besitzer der nahen Schlösser Feyregg und Mühlgrub, Leonhard von Sinzendorf und Hans Wucherer von Drosendorf in Grub, kaiserlicher Rat und Salzamtmann von Gmunden, bekannten sich zur neuen Lehre. Nach und nach folgte auch die Landbevölkerung dem neuen Glauben.
Der Adel und die kaiserlichen Beamten waren entschiedene Gegner der katholischen Kirche und fügten dieser großen Schaden zu. Über 20 Jahre wurde kein Gottesdienst gefeiert, kein Kind getauft. Alte Stiftungen der Kirche gerieten in Vergessenheit oder gingen gänzlich verloren.

### Bauernaufstände und Gegenreformation
Im Jahre 1598 beteiligten sich auch Pfarrkirchner an einem Bauernaufstand. Unter den Anführern war der Besitzer des Ackerlhaidergutes, ein Adlwanger (damals Pfarre Pfarrkirchen), der Wirt Georg Tasch (Pettenbach) und noch andere. Die Bauern wurden unter Androhung von Kopfabreißen und Hausabbrennen zum Aufruhr gezwungen. Unter Führung des Ackerlhaider Wolf, auch Eggmair genannt, kam eine Gruppe nach Mühlgrub, forderte vom Besitzer des Schlosses Waffen und zog dann gegen Steyr. Ackerlhaider wurde gefangen genommen und geköpft. Ebenso erging es Tasch, Wirth zu Pettenbach, der ein vornehmer Bauernhauptmann war und die Stadt Steyr belagerte, „den 16. Dezember dieses Jahres, an ihm auf offenen Platz und einer hierzu vorm Rathshaus aufgerichteten Bühne mit Abschlagung des Kopfes exequiert (vollstreckt) worden ist. Er war ein alter weißgrauer ansehnlicher Mann, ergab sich gar ungern in Tod, als er auf seinen Knien lag und gedacht, jetzt würde der Scharffrichter zuschlagen, sah er oftmals zurück und sprach, das Leben ist heilig, das Leben ist heilig; bis er doch endlich einstmahlen den Streich übersah.“
Die Pfarrkirchner mussten einen Revers unterschreiben, dass sie vom Aufstand ganz abstehen, die Prädikanten (protestantische Prediger) abschaffen und das geraubte Kirchengut zurückgeben. Zu dieser Zeit bestand in Mühlgrub eine lutherische Schule. Getauft wurde im Schloss. Auch der Gottesdienst wurde dort gehalten.
Im Jahre 1618 bzw. 1645 wurden wieder katholische Priester in Pfarrkirchen eingesetzt. In dieser Zeit beginnen wieder die Taufbücher, nachdem sie in der Zeit der Glaubenswirren verloren gingen. 1624 verfügte Kaiser Ferdinand II. durch eine Reformationskommission die Ausweisung aller protestantischen Lehrer und Prädikanten. Ein Rückschlag war der Durchmarsch Stefan Fadingers mit etwa 7000 Mann am 25. /26. Mai 1626 durch Pfarrkirchen auf dem Weg nach Steyr im oberösterreichischen Bauernkrieg. Da die Bauernkriege hohe Verluste an protestantischen Bauern forderten, war die Grundlage für den Weiterbestand eines evangelischen Kirchenwesens weithin nicht mehr gegeben. Es folgte die eigentliche Zeit der Verfolgung der Protestanten im Geheimprotestantismus. Die vom Kaisertum gestützte katholische Kirche setzte sich wieder durch.

### Verwaltung vor dem Jahre 1848
Außer den freien Märkten wie z. B. Hall gab es keine politischen Gemeinden. Es existierten aber sogenannte Steuergemeinden (seit Einführung des Katasters unter Maria Theresia, 1752). Überall wurde der Grund und Boden genau vermessen, alle Häuser nach ihrem Verkehrswert geschätzt. Alle Gewerbe, die schon damals bestanden, gelten heute noch als „ratifiziert“, d. h. mit dem Hause verbunden; diese sind aus diesem Grunde erblich und verkäuflich. In Pfarrkirchen waren dies die Gasthäuser in Feyregg, Mühlgrub, Hehenberg und Pfarrkirchen Nr. 3.
Die Verwaltung oblag den Herrschaften. Bis zum Jahre 1848 bestanden im hiesigen Pfarrgebiet 20 Herrschaften, darunter der Pfarrhof, Feyregg, Mühlgrub, Hehenberg, Hall, Kremsmünster, Steyr-Garsten, … Die Beziehungen der Grundherren mit den Untertanen wurde von Beamten geregelt, die von den Herrschaften angestellt und besoldet wurden. Der erste Beamte des Stiftes Kremsmünster wurde Hofreicher („G´treg Herr“) genannt, in Mühlgrub und Feyregg hieß er Pfleger. Der Hofschreiber und der Amtmann hatten die Abgaben an die Herrschaften einzutreiben, die Streitigkeiten zwischen Herrenleuten und Dienstnehmern zu schlichten und geringe Vergehen zu bestrafen. Für schwere Vergehen und Verbrechen war Hall das zuständige Landgericht. Die Richtstätte lag an der Straße nach Waldneukirchen in der Nähe St. Blasiens („Galgenweide“).
Für die politische Verwaltung, wozu die Einhebung der Grund-, Erwerbs- und Gebäudesteuer gehörte, bestanden die k.u.k. Distriktskommissariate, die auch unter Maria Theresia eingeführt wurden. Zum Distriktskommissär wurde ein Pfleger oder Hofrichter ernannt. Ihnen oblagen auch die Polizeiagenden. Es standen ihnen nur zwei oder drei Amtsdiener zur Seite. Aus der Bevölkerung wählte man die Richter, gewöhnlich je einen aus einer Ortschaft. Sie übten ihr Amt oft viele Jahre aus. Dabei mussten sie den Bewohnern dieses Sprengels die Gesetze und Verordnungen bekannt machen. Für Pfarrkirchen und Umgebung war der Pfleger von Feyregg Distriktskommissär. Um 1800 gab es folgende Richter: Der Wirt zu Feyregg, der Wirt zu Hehenberg, der Sandlmüller, der Zehetner und der Zöhrmüller. Der Amtsdiener wohnte im Dienerhäusl zu Feyregg (Haus 54).

### Pfarrkirchen wird eine selbstständige Gemeinde
Das Aufblühen des Marktes Hall, der damals bereits ein Kurort war, führte auch bald zu einer Trennung der wirtschaftlichen Interessen des Marktes Bad Hall und des ländlichen Raums Pfarrkirchen. Die Erbauung des Kurhauses brachte Differenzen mit sich. Schließlich trennte man sich im Jahre 1861. Die ländlichen Teile Halls wurden zur politischen Gemeinde Pfarrkirchen vereint. Zum Gemeindegebiet von Pfarrkirchen gehörten die oben erwähnten Ortschaften mit 263 Häusern und 1513 Einwohnern. Dieses Gebiet umfasst eine Fläche von 2176,03 ha. Begrenzt wurde es von den Gemeinden Kremsmünster, Rohr, Sierning, Hall, Waldneukirchen und Adlwang. Die letzte gemeinsame Sitzung, zur Verteilung des bisher gemeinsamen Eigentums, war am 6. März 1861. Am 15. März war in Pfarrkirchen die erste Gemeinderatssitzung. Als Bürgermeister wurde Josef Kaip, Besitzer des Kaipengutes in Möderndorf, gewählt. Am 23. Juni wurde Sebastian Wühl als Gemeindeschreiber und zugleich als Gemeindediener angestellt. Der Gemeinderat und Gastwirt Ferdinand Zachl stellte sein Jausenstüberl als Gemeindekanzlei gegen einen jährlichen Zins von 20 Gulden zur Verfügung. Als Gemeindearrest wurde sein Gewandstüberl verwendet.
Am 20. Oktober 1865 wurde die Gemeindekanzlei in das neuerbaute Haus Pfarrkirchen Nr. 12 verlegt, das ebenfalls dem Wirt gehörte. 1905 wurde das alte Schulhaus (das heutige Zorn, Nr. 2) von der Gemeinde um 11.000 Kronen angekauft und zu einem Gemeindehaus adaptiert.
Im Laufe der Jahre waren mehrmals Aus- bzw. Eingemeindungen im Gespräch. Zur Deckung der Gemeindegrenzen mit den Pfarrgrenzen versuchte man 1872 alle zur Pfarre Pfarrkirchen gehörigen Häuser der Ortsgemeinde einzuverleiben. Doch fand dieser Vorschlag kein Gehör beim Landesausschuss von Oö. Lediglich das Hadringergut musste im Jahre 1927 über Entscheidung des Verwaltungsgerichtshofes an die Gemeinde Bad Hall abgetreten werden. Durch den Erlass vom 5. Juni 1910 wurde der Name Pfarrkirchen in „Pfarrkirchen bei Bad Hall“ abgeändert.

### Die Zeit des Nationalsozialismus
Am 1. November 1938 wurde Pfarrkirchen auf Befehl des Gauleiters Eigruber und auf Betreiben einiger Persönlichkeiten aus Bad Hall gegen den Willen der Bevölkerung der Marktgemeinde Bad Hall einverleibt und in Pfarrkirchen eine Expositur eingerichtet. Kurze Zeit darauf wurde die Gemeindestube ausgeräumt, alle Akten bis auf die Sitzungsprotokolle wurden auf der Wiese gegen den Kalvarienberg hin verbrannt. Was nicht niet- und nagelfest war, wurde verschachert, um so den Gemeindesäckel aufzubessern. Die Gemeinde Pfarrkirchen bestand damals aus den Ortschaften Pfarrkirchen, Feyregg, Möderndorf, Mühlgrub, Hehenberg, Furtberg, Großmengersdorf und Pesendorf.

### Wiedergründung der Gemeinde im Jahre 1946
Seit August 1945 bemühten sich mehrere Männer des Ortes, den im Jahre 1938 nach Bad Hall eingemeindeten Ort Pfarrkirchen wieder selbstständig zu machen. Am 17. März 1946 wurde über die Abtrennung geheim abgestimmt. 55 % waren für eine Abtrennung und 45 % dagegen. Aber es geschah nichts. So fuhren am 9. Mai 1946 zehn Männer zum stellvertretenden Landeshauptmann Bernaschek. Auch er war nicht geneigt, sich dieser Sache anzunehmen. Endlich kam eine Einigung zustande, doch Furtberg, Mengersdorf und Hehenberg waren verloren. Eine nochmalige Abstimmung brachte eine (!) Stimme Mehrheit, und so wurde Pfarrkirchen am 1. Juli 1946 wieder eine selbstständige Gemeinde. Die neue Gemeindevertretung wählte Alois Fischill zum Bürgermeister. Vizebürgermeister wurde Johann Pürstinger.
Als Gemeindekanzlei wurde ein Teil der Kohlenkammer des Gasthofes Mayrbäurl adaptiert. Am 1. Januar 1947 erhielt Pfarrkirchen auch ein eigenes Standesamt. Ein Jahr später bekam Pfarrkirchen wieder einen eigenen Gemeindearzt, Franz Kienbacher. Seine Ordination war im Kaufhaus Löhnert eingerichtet. Am 19. September übersiedelte er nach Wartberg und wurde durch Bert Ziegler ersetzt. Als Wohnung konnte ihm nur das Archivzimmer im Pfarrhof überlassen werden. Am 15. Januar 1950 wurde das neuerbaute Gemeindehaus eingeweiht. 1952 baute die Gemeinde die Wasserleitung und erweiterte die Straße nach Bad Hall. Die Schule wurde 1955/56 erweitert, mit einem Sportplatz und einer Laufbahn.
In den folgenden Jahren erweiterte man die Ortswasserleitung in Feyregg und Mühlgrub. Ebenso begann man mit dem Ausbau des Straßennetzes (Papstberg- und Schloßbergstraße und der Hauslmaurerstraße in Feyregg). 1958/59 wurde die Natzberger Straße (Richtung Sandlmühle) und die Dehenwangerstraße (Gürtlbauergut, Mair im Hag) verbreitert. Zu dieser Zeit wurde auch mit dem Ortskanal in Feyregg begonnen. Mit dem Schulzubau (Werkraum, Garderoben, Brauseraum und Turnsaal) 1965–1967 erhielt die Volksschule ihr heutiges Aussehen.
1960 kaufte die Gemeinde von Otto und Ruth Harmer, Schlossbesitzer, das erste Grundstück für Siedlungszwecke (4.800 m²) Der zweite Kauf von ca. 20.000 m² erfolgte im Jahre 1962. In den nächsten Jahren folgten Aufschließungsarbeiten (Straßen, Kanal). Der dritte Grundkauf erfolgte im Jahre 1969. Die Gemeinde erwarb ein 3,3 ha großes Siedlungsgrundstück, auf dem Bauplätze für 28 Siedler- und für drei Styriawohnhäuser und ein Kinderspielplatz errichtet wurden. Ebenso wurde im Jahre 1974 ein 3,5 ha großes Grundstück von Frau Harmer Ruth für 35 Parzellen angekauft.
In dieser Zeit fällt auch der Neubau des Feuerwehrhauses der Feuerwehr von Pfarrkirchen. 1971 konnte die Gemeinde der Freiwilligen Feuerwehr ein Tanklöschfahrzeug übergeben. Eine große Leistung war der Bau eines Pfarrcaritas-Kindergartens (1974), unter Mithilfe der Pfarrgemeinde, der Ortsgemeinde und der Landesregierung.

### Jüngste Geschichte
Wichtige Aufgaben der Gemeinde in den letzten Jahren waren Straßenausbauten mit Straßenbeleuchtung und die Kanalisation in den Ortschaften Feyregg und Pfarrkirchen.
Starke Regenfälle führten am 12. August 2002 zu einer österreichweiten Hochwasserkatastrophe. In Pfarrkirchen wurden Häuser und Landschaftsteile an den Bächen überschwemmt. Dank hilfsbereiter Gemeindebürger und der unbürokratischen Hilfe (finanzielle Unterstützung) konnten die Belastungen etwas gemindert werden.
Im Jahr 2002 wurde das Gemeindeamt renoviert und mit einem Zubau erweitert. In den Jahren darauf wurde die Volksschule renoviert.

### Einwohnerentwicklung
Von 1981 bis 1991 waren Geburtenbilanz und Wanderungsbilanz positiv, seither ist die Wanderungsbilanz neutral.

## Kultur und Sehenswürdigkeiten
- Schloss Feyregg
- Schloss Mühlgrub

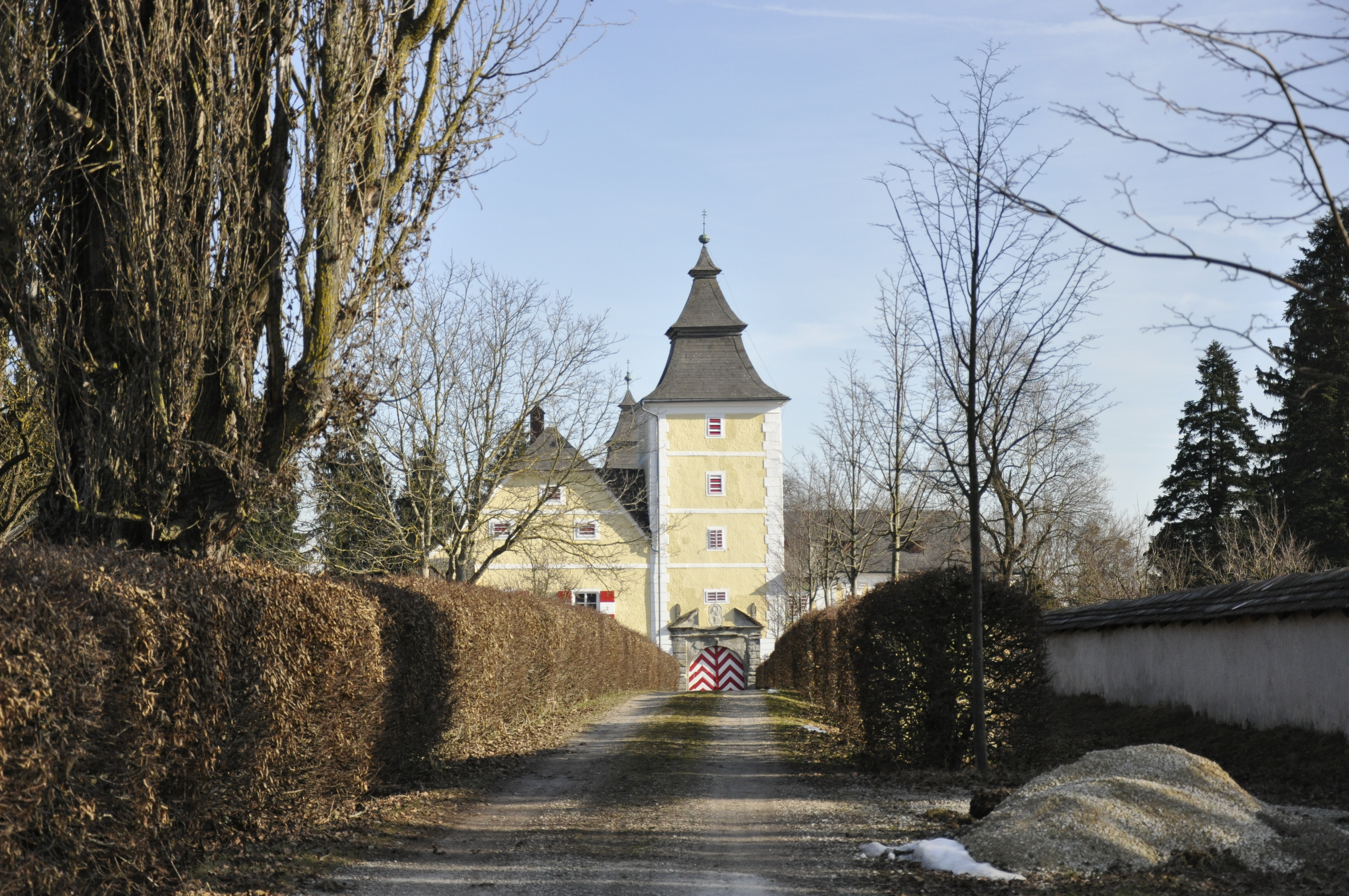
Schloss Feyregg

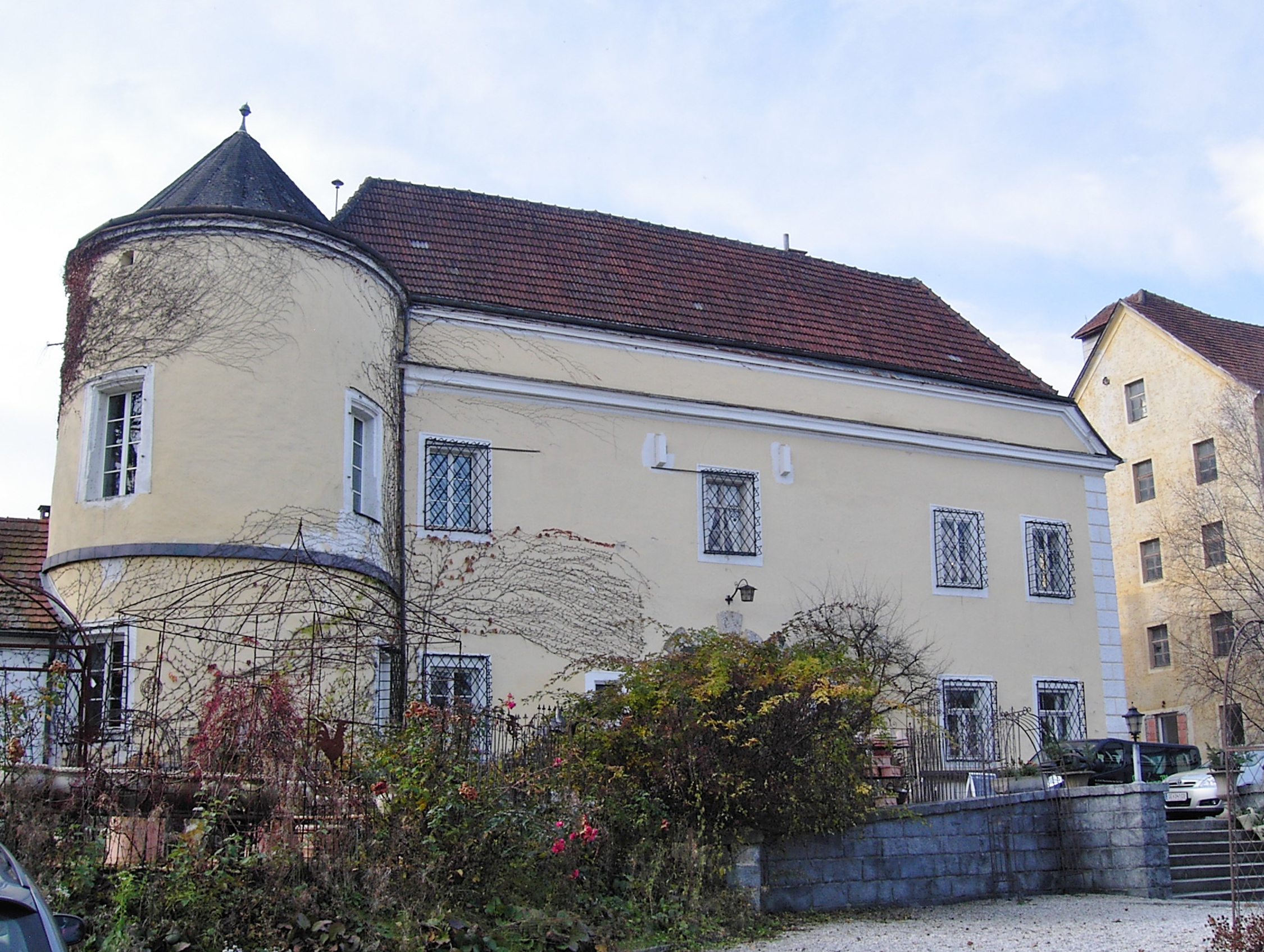
Schloss Mühlgrub

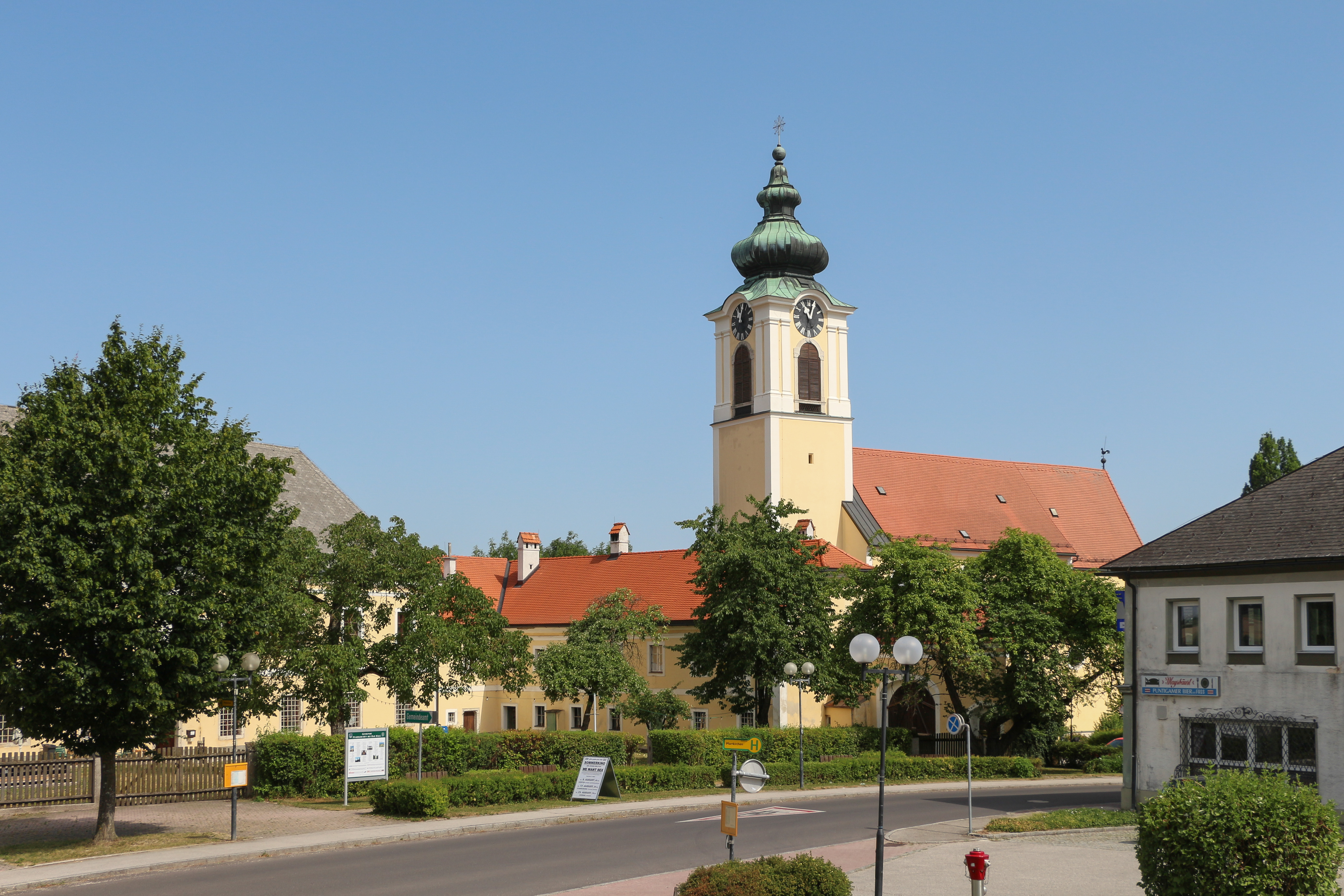
Pfarrkirche Pfarrkirchen bei Bad Hall

- Katholische Pfarrkirche Pfarrkirchen bei Bad Hall hl. Georg

## Wirtschaft und Infrastruktur

### Wirtschaftssektoren
Die land- und forstwirtschaftlichen Betriebe wurden rund zur Hälfte im Haupt- und im Nebenerwerb geführt. Im Produktionssektor war der Bereich Warenherstellung mit 134 Erwerbstätigen der größte Arbeitgeber (Stand 2011).
| Wirtschaftssektor            | Anzahl Betriebe | Anzahl Betriebe | Erwerbstätige | Erwerbstätige |
| Wirtschaftssektor            | 2011            | 2001            | 2011          | 2001          |
| ---------------------------- | --------------- | --------------- | ------------- | ------------- |
| Land- und Forstwirtschaft 1) | 33              | 42              | 40            | 25            |
| Produktion                   | 17              | 19              | 157           | 127           |
| Dienstleistung               | 75              | 51              | 108           | 94            |

1) Betriebe mit Fläche in den Jahren 2010 und 1999
| Im Jahr 2011 lebten rund 1100 Erwerbstätige in Pfarrkirchen. Davon arbeiteten weniger als fünfzehn Prozent in der Gemeinde, über 900 pendelten aus. Von den umliegenden Gemeinden kamen 150 Personen zur Arbeit nach Pfarrkirchen. - Eisenbahn: Der näheste Bahnhof liegt in Rohr im Kremstal. Von dort gibt es eine Schnellbahnverbindung nach Linz. - Straße: Nordöstlich des Gemeindegebietes verläuft die Voralpen Straße B122. | Die zur Anzeige dieser Grafik verwendete Erweiterung wurde dauerhaft deaktiviert. Wir arbeiten aktuell daran, diese und weitere betroffene Grafiken auf ein neues Format umzustellen. (Mehr dazu) |

## Politik
Der Gemeinderat hat 25 Mitglieder.

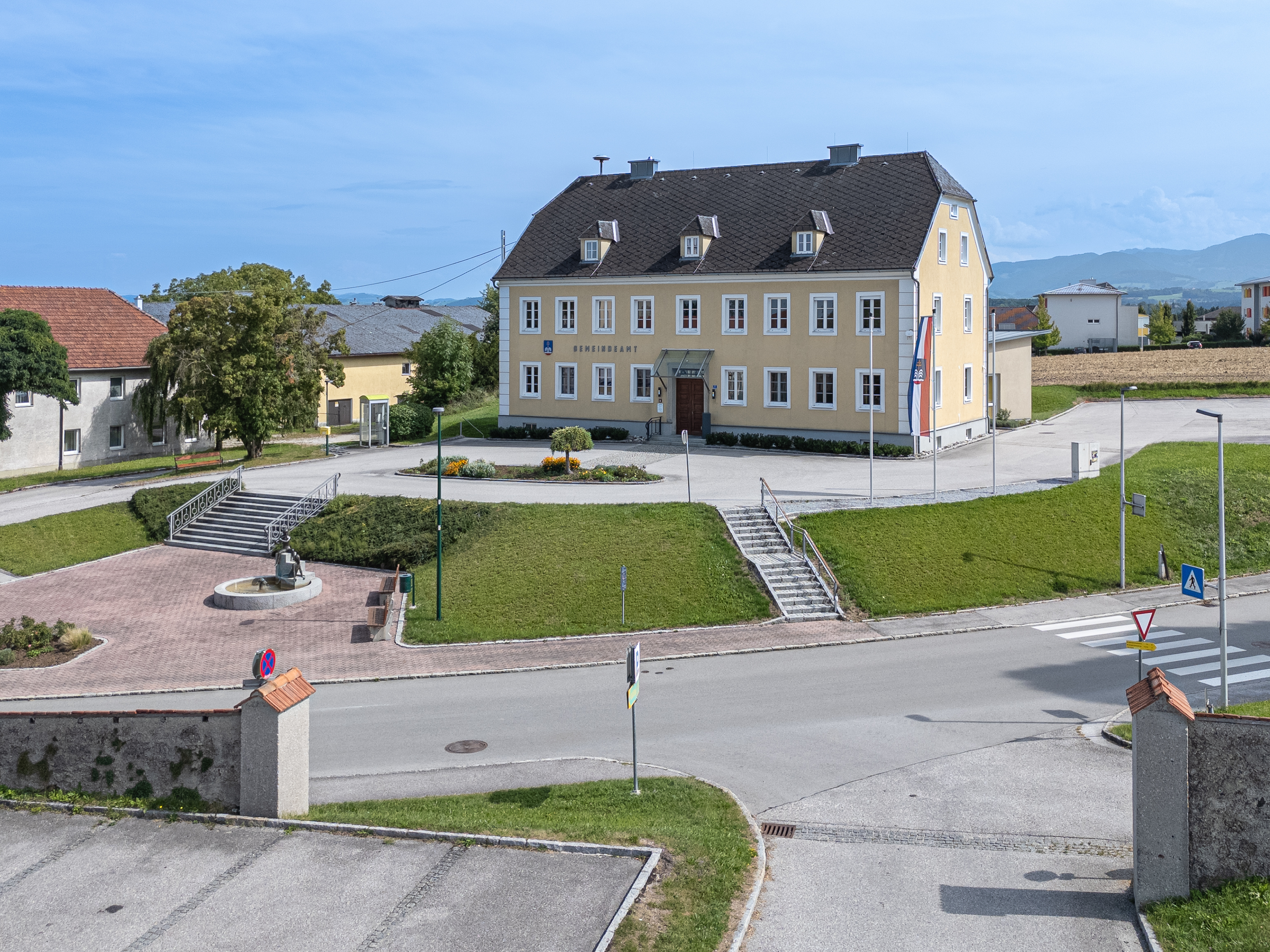
Gemeindeamt Pfarrkirchen bei Bad Hall

- Mit den Gemeinderats- und Bürgermeisterwahlen in Oberösterreich 2003 hatte der Gemeinderat folgende Verteilung: 12 SPÖ, 11 ÖVP und 2 FPÖ.[9]
- Mit den Gemeinderats- und Bürgermeisterwahlen in Oberösterreich 2009 hatte der Gemeinderat folgende Verteilung: 12 SPÖ, 9 ÖVP und 4 FPÖ.[10]
- Mit den Gemeinderats- und Bürgermeisterwahlen in Oberösterreich 2015 hatte der Gemeinderat folgende Verteilung: 10 SPÖ, 9 ÖVP und 6 FPÖ.[11]
- Mit den Gemeinderats- und Bürgermeisterwahlen in Oberösterreich 2021 hat der Gemeinderat folgende Verteilung: 12 SPÖ, 10 ÖVP und 3 FPÖ.[12][13]

Der Abgeordnete zum Nationalrat Gerhard Deimek ist Gemeinderat in Pfarrkirchen bei Bad Hall.

### Bürgermeister
Bürgermeister seit 1861 waren:
- 1861–1870 Josef Kaip
- 1870–1873 Sebastian Krenn
- 1873–1876 Franz Schedlberger
- 1876–1879 Sebastian Krenn
- 1879–1879 Josef Hieslmayr
- 1879–1880 Franz Schedlberger
- 1880–1882 Florian Hieslmayr
- 1882–1885 Georg Steinpatz
- 1885–1888 Johann Höllhuber
- 1888–1891 Georg Steinpatz
- 1891–1894 Ignaz Osterberger
- 1894–1919 Paul Geistberger
- 1919–1938 Karl Grossholzner
- 1938–1942 Hans Berger
- 1942–1945 Johann Leitenbauer
- 1945–1955 Alois Fischill
- 1955–1955 Johann Schedlberger
- 1955–1961 Johann Pürstinger
- 1961–1977 Rudolf Königsbauer
- 1977–1979 Hermann Lechner
- 1979–2002 Alois Fischill
- 2002–2019 Herbert Plaimer (SPÖ)[15]
- seit 2019 Daniela Chimani (SPÖ)[16]

### Wappen
Blasonierung: In Blau über rotem Schildfuß eine aus silberner Wellenleiste aufsteigende, silberne Fontäne; darüber ein goldenes, mit roten Steinen geschmücktes doppelarmiges Steckkreuz mit Kleeblattenden.
Die Gemeindefarben sind Rot-Weiß-Blau.
Das von Herbert Erich Baumert entworfene Gemeindewappen wurde 1975 von der Landesregierung verliehen. Wellenleiste und Fontäne erinnern an die im Gemeindegebiet vorhandenen hypertonischen Jod-Brom-Solequellen, die in den Kureinrichtungen von Bad Hall genutzt werden. Das Patriarchenkreuz steht für die einst bedeutende Mutterpfarre und damit auch den Ortsnamen, darüber hinaus verweist es auch auf die Stifte Schlierbach und Spital am Pyhrn, die rund 200 Jahre lang im Besitz von Schloss und Herrschaft Mühlgrub bzw. Feyregg waren.

## Persönlichkeiten

### Söhne und Töchter der Gemeinde
- Alexander Fixlmillner (1686–1759), Abt des Stiftes Kremsmünster 1731–1759
- Berthold Vogl (1706–1771), Abt des Stiftes Kremsmünster 1759–1771

### Mit der Gemeinde verbundene Persönlichkeiten
- Lambert Guppenberger (1839–1907), Pfarrer und  Ehrenbürger von Pfarrkirchen[18]